# Еннеади
Еннеади (грец. Ἐννεάδες), повністю «Шість Еннеад» — зібрання творів Плотіна, відредагований і складений його учнем Порфирієм (бл. 270 р. н. е.). Плотін був учнем Амонія Саккаса, і вони були засновниками неоплатонізму. Його праці, через Августина Гіппонського, каппадокійських батьків, Псевдо-Діонісія Ареопагіта та кількох наступних християнських та мусульманських мислителів, мали великий вплив на західну та близькосхідну думку.

## Зміст
Порфирій відредагував праці Плотіна у вигляді п'ятдесяти чотирьох трактатів, які сильно різняться за довжиною та кількістю розділів, в основному тому, що він розділив оригінальні тексти та поєднав інші, щоб відповідати саме цій кількості. Потім він об'єднав ці п'ятдесят чотири трактати у групи по дев'ять (грец. ennea) або Еннеади. Він також зібрав «Еннеади» у три томи. Перший том містив перші три «Еннеади» (I, II, III), другий — четверту (IV) і п'яту (V) «Еннеади», а останній том був присвячений «Еннеадам», що залишилися. Після виправлення та найменування кожного трактату Порфирій написав біографію свого вчителя «Життя Гребля», яка мала стати введенням до Еннеадів.
Видання Порфирія не слідує хронологічному порядку, в якому були написані Еннеади (див. Хронологічний перелік нижче), але відповідає плану вивчення, який веде учня від тих, пов'язаних з його власними справами, до тем, що стосуються глибинних принципів світобудови.
Хоча і не виключно, Порфирій пише в розділах 24-26 «Життя Плотіна», що Перша Еннеада має справу з людськими або етичними темами, Друга та Третя Еннеади переважно присвячені космологічним темам або фізичній реальності. Четверта стосується душі, п'ята — знанню та реальності, яку можна осягнути розумом, і, нарешті, шоста охоплює буття і те, що вище за нього, Єдине або перший принцип усього.